# Acropyga fuhrmanni
Acropyga fuhrmanni é uma espécie de formiga do gênero Acropyga, pertencente à subfamília Formicinae.